# York County (Maine)
York County is een county in de Amerikaanse staat Maine; hij grenst aan de staat New Hampshire.
De county heeft een landoppervlakte van 2.566 km² en telt 211.972 inwoners (volkstelling 2020), waarmee hij de op één na dichtstbevolkte county van Maine is. De hoofdplaats is Alfred en de dichtstbevolkte stad in de county is Biddeford met een populatie van 22.552.

## Geschiedenis
York County is de oudste county van Maine en een van de oudste county's in Amerika sinds zijn oprichting in 1636. Zijn naam heeft de county te danken aan het Engelse York, waarnaar hij vernoemd is.